# C'était François Mitterrand
C'était François Mitterrand est un récit témoignage, un livre de réflexions écrit par le socialiste et ancien conseiller du président François Mitterrand, Jacques Attali, paru en 2005 aux éditions Fayard.
Le titre fait référence à C'était De Gaulle de Alain Peyrefitte, qui raconte ses trois-cents entretiens privés avec le Général, et qu'il consigne juste après dans son carnet.

## Présentation
Jacques Attali, qui fut pendant près de vingt ans un des proches de François Mitterrand, livre faits et réflexions à partir de sa fréquentation quotidienne du président et des nombreux échanges qu'ils ont pu avoir pendant toutes ces années.

## Contenu
L'ouvrage est divisé en sept chapitres : Conquérir le pouvoir, Gouverner, Changer la vie, Défendre la France, Construire l'Europe, Dévoiler son passé, et La maladie, le rire, la foi, la mort.
Attali divulgue des informations et des conversations issues de ses cahiers de notes qu'il n'avait pas insérées dans les tomes de Verbatim. Il traite plus en profondeur de la spiritualité de François Mitterrand et de son rapport à la mort. Il couvre également leurs interactions après qu'il a quitté l’Élysée.

## Une inspiration: C'était de Gaulle
Tout au long de sa carrière politique, Alain Peyrefitte est un proche du général de Gaulle mais sans en être un intime. Il le rencontre à trois cents reprises en entretien particulier, notamment dans ses fonctions de ministre de l'Information. Son excellente mémoire lui permet de tout retenir sans paraître prendre des notes devant le général de Gaulle, et il consigne tout aussitôt sorti du bureau présidentiel, « dans l'heure qui suit. […] La vie diplomatique m'avait appris qu'une conversation doit être mise au net sur-le-champ, faute de quoi à la faveur d'une seule nuit, voire de quelques heures, sa trace se brouille, ou l'inconscient recompose ce qu'on aurait aimé qui fût dit ». Comme porte-parole du gouvernement de 1962 à 1966, c'est le seul ministre à être autorisé à prendre des notes pendant les Conseils des ministres, aussi note-t-il les échanges sur le vif.
Le fruit de ces échanges et de ces entretiens particuliers est un recueil de propos, C'était de Gaulle, qui fait référence pour la connaissance du fondateur de la Ve République. Jean d'Ormesson en écrit : « Plus qu'un livre : une date dans l'histoire contemporaine. L'habileté suprême du peintre est de s'effacer devant celui qu'il fait revivre en un portrait saisissant. Peyrefitte est à de Gaulle ce que Joinville est à Saint Louis ». Le député et gaulliste Jacques Baumel considère que c'est son œuvre de mémorialiste qui passera à la postérité, le qualifiant de « Saint-Simon de la Ve République ». Son éditeur, Bernard de Fallois, en disait même : « Je pense que les trois tomes de Peyrefitte sont bien plus importants que les Mémoires du Général. On y retrouve tout de Gaulle, tel qu'il était, ses qualités mais ses défauts aussi. ».
C'était de Gaulle paraît en trois tomes, les deux premiers en 1994 et 1997 et le dernier, posthume, en 2000. Si cet ouvrage paraît aussi longtemps après la mort du général de Gaulle en 1970, malgré les instances pressantes de nombreux éditeurs, c'est qu'Alain Peyrefitte s'était fixé pour règle de ne rien publier avant une vingtaine d'années après celle-ci, « Je ne veux pas profiter de sa mort » disait-il à son éditeur.